# Roald Amundsen

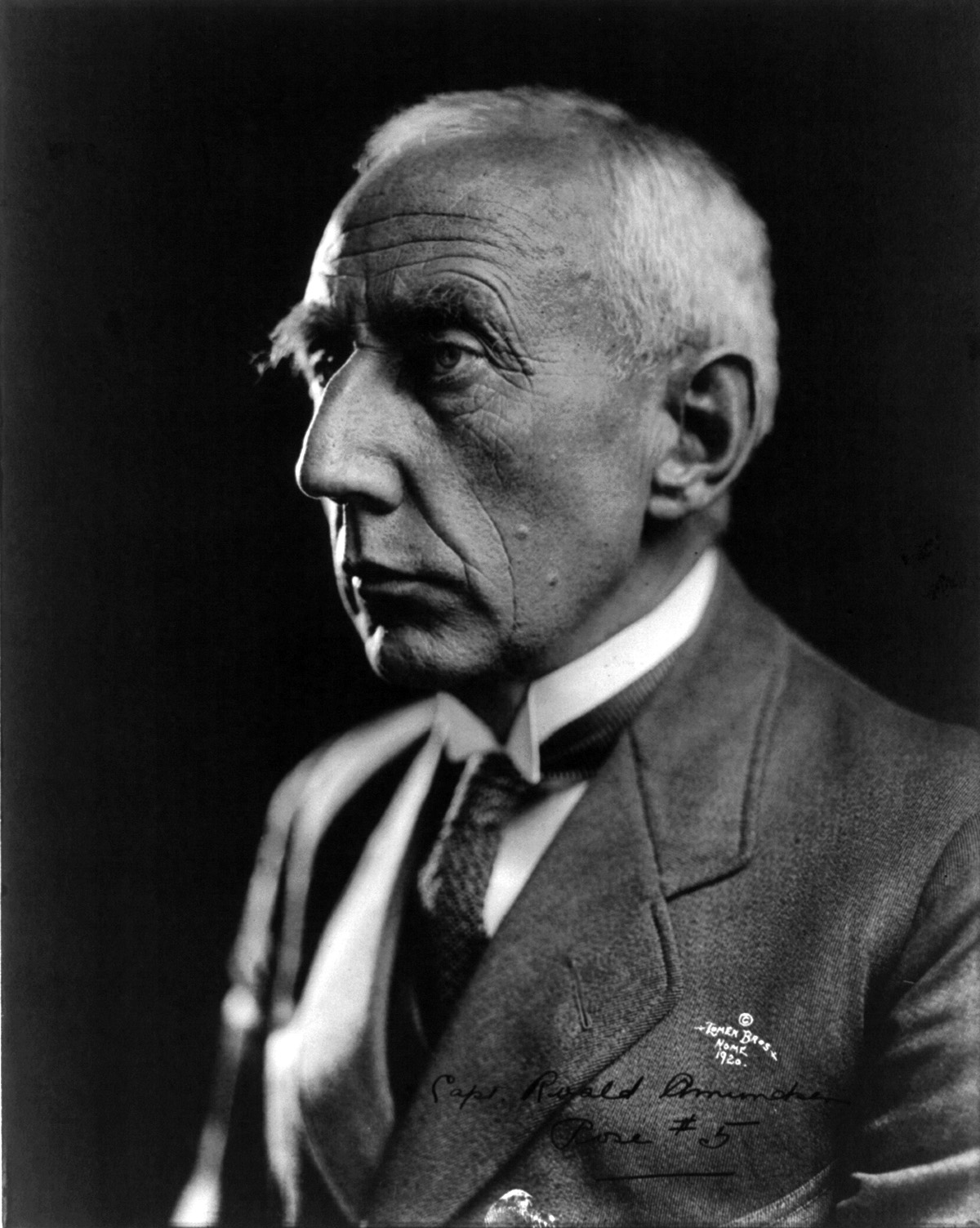
Roald Amundsen (1920)

Roald Engelbregt Gravning Amundsen (* 16. Juli 1872 in Borge, Norwegen; † vermutlich 18. Juni 1928 nahe der Bäreninsel) war ein norwegischer Seemann und Polarforscher und gilt als einer der erfolgreichsten Entdeckungsreisenden in Arktis und Antarktis. Er durchfuhr als Erster die Nordwestpassage, als Zweiter nach Adolf Erik Nordenskiöld auch die Nordostpassage und erreichte am 14. Dezember 1911, vor seinem britischen Rivalen Robert Falcon Scott, mit vier Begleitern als erster Mensch den geographischen Südpol. Er zählt auch zu den ersten Menschen am geographischen Nordpol, den er als Leiter einer transarktischen Fahrt im Luftschiff Norge zusammen mit 15 weiteren Expeditionsteilnehmern am 12. Mai 1926 überquerte. Amundsen kam 1928 bei einem Rettungsflug für den in Not geratenen italienischen Polarforscher Umberto Nobile ums Leben.

## Leben

### Herkunft
Amundsen war der jüngste von vier Söhnen des Schiffseigners und Kapitäns Jens Ingebrigt Amundsen (1820–1886) und dessen Frau Hanne Henrikke Gustava (geb. Sahlquist 1837–1893). Sein Vater hatte durch den Krimkrieg und Transportfahrten chinesischer Hilfsarbeiter nach Mittelamerika in den 1860er Jahren ein beträchtliches Vermögen erworben. Gustava Amundsen, die Tochter eines Verwaltungsbeamten, lebte ebenfalls in China. Der erste Sohn der beiden, Jens Ole Antonius (genannt „Tonni“, 1866–1927), wurde 1866 dort geboren. Erst danach kehrte das Ehepaar zurück nach Norwegen, wo es ein Haus in Hvidsten, knapp 50 km südlich von Kristiania (heute Oslo), bezog. Es folgten 1868 und 1870 zwei weitere Söhne, Gustav (genannt „Busken“, 1868–1930) und Leon Henry Benham (1870–1934). Als vierter Sohn wurde 1872 Roald geboren. Sein Name ist altnordisch und bedeutet so viel wie „der Ruhmvolle“.

### Jugendzeit und Ausbildung
Kurz nach Roalds Geburt zog die Familie auf Gustava Amundsens Drängen nach Kristiania. Dort trat sein Vater eine Stelle im Handelsministerium an, und die Familie bezog eine herrschaftliche Villa gleich hinter dem Schloss von Kristiania.
Bereits in seiner Kindheit interessierte sich Roald Amundsen für Berichte von Polarreisenden. Besonders gefesselt war er von den Büchern John Franklins, eines britischen Polarforschers, der bei seinem Versuch, die Nordwestpassage zu entdecken, 1847 ums Leben kam. Durch sein Interesse an diesen Berichten sanken Amundsens Schulleistungen dramatisch ab und er hatte bereits damals den Wunsch, Polarforscher zu werden. Ab 1881 ging er auf das „Gymnasium Otto Andersen“ in Kristiania. Fünf Jahre später, 1886, starb sein Vater auf einer Reise nach England. Somit musste sich seine Mutter allein um den Haushalt und die Familie kümmern. Roald zeigte sich durch den Tod seines Vaters allerdings nur wenig betrübt. Durch die Arbeit des Vaters im Handelsministerium war dieser nur sehr selten zu Hause gewesen, so dass keine enge Bindung zwischen den beiden hätte entstehen können.
Im Laufe der Zeit nahm Amundsens Interesse für die Polargebiete weiter zu. Auch versuchte er, sich den körperlichen Strapazen von Polarreisen auszusetzen. Im Winter 1889 wagte der 16-Jährige mit drei weiteren Schulkameraden eine mehrtägige Wanderung durch die Berge westlich von Kristiania. Seine schulischen Leistungen litten weiterhin unter der Leidenschaft für die Polarforschung und 1890 legte er sein Abitur nur mit der Note 4 ab.

### Studium und erste Expeditionen

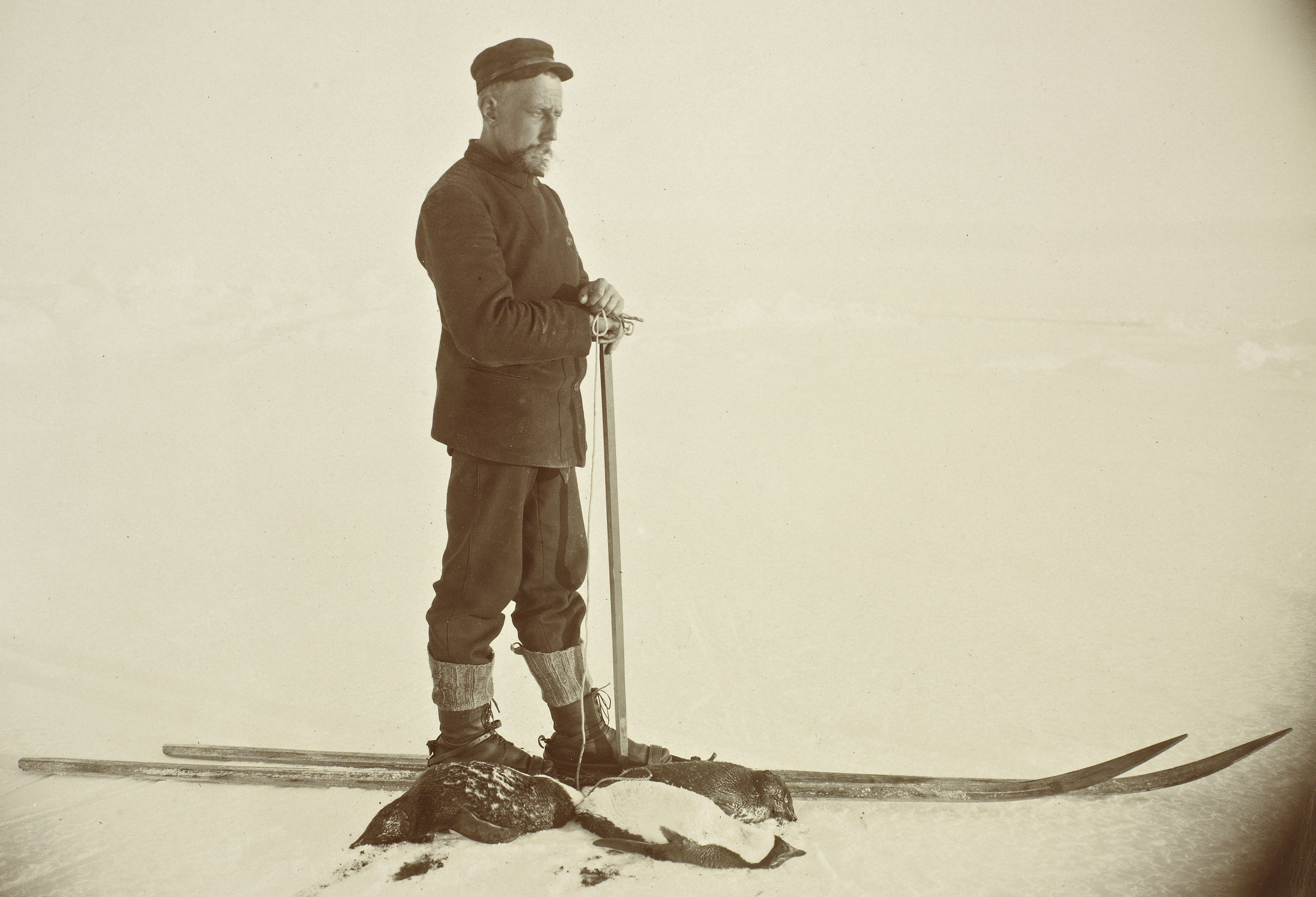
Amundsen auf der Belgica-Expedition (Foto: Frederick Cook)

Seine Mutter beäugte das Interesse des Jungen mit Argwohn und stand dem sehr kritisch gegenüber. Amundsen beschloss daher, sich vorerst mit diesem Thema nur in der Freizeit zu beschäftigen, und begann ein Studium in Medizin, jedoch brach er dieses nach kurzer Zeit ab und wandte sich der Polarforschung zu.
Am 9. September 1893 starb seine Mutter. Amundsen schrieb später darüber: „Mit großer Erleichterung verließ ich kurz darauf die Universität, um mich mit ganzer Seele in den Traum meines Lebens zu stürzen.“ Er heuerte auf verschiedenen Schiffen als Matrose an und bereiste so zwischen 1894 und 1896 weite Teile der Welt. 1895 legte er in Kristiania sein Steuermannspatent ab. Außerdem bereiste er, solange er in Norwegen war, die meisten der unzähligen norwegischen Gletscher.
1896 bis 1899 nahm Amundsen an der Belgica-Expedition in die Antarktis des Belgiers Adrien de Gerlache auf der Belgica teil. Es war seine erste Expedition. Da sich Gerlache als unfähig erwies, war Amundsen als Zweiter Offizier de facto Leiter der Expedition, bei der Teile der westantarktischen Küste vermessen und erforscht wurden. Durch diese Tat wurde Fridtjof Nansen auf ihn aufmerksam und unterstützte ihn in den folgenden Jahren. Nach seiner Rückkehr nach Norwegen unternahm er unter anderem eine Fahrradtour durch Westeuropa und leistete seinen Wehrdienst ab. Unter anderem reiste er nach Hamburg, um sich vom angesehenen Physiker Georg von Neumayer in geomagnetischen Messtechniken unterweisen zu lassen.
Von 1903 bis 1906 erkundete Amundsen die Nordwestpassage mit Hilfe des kleinen Segelschiffes Gjøa, einer nur etwa 20 m langen Hardangerjakt. Dafür erhielt er 1906 das Großkreuz des Sankt-Olav-Ordens. Norwegen war erst kurz zuvor, nämlich 1905, unabhängig geworden und feierte Amundsen als Nationalhelden. Zwar war die Nordwestpassage inzwischen strategisch nicht mehr so bedeutsam wie in früheren Jahrhunderten, doch die Durchquerung zeugte von der hohen Leistung Amundsens als Kapitän.

### Die „Eroberung“ des Südpols

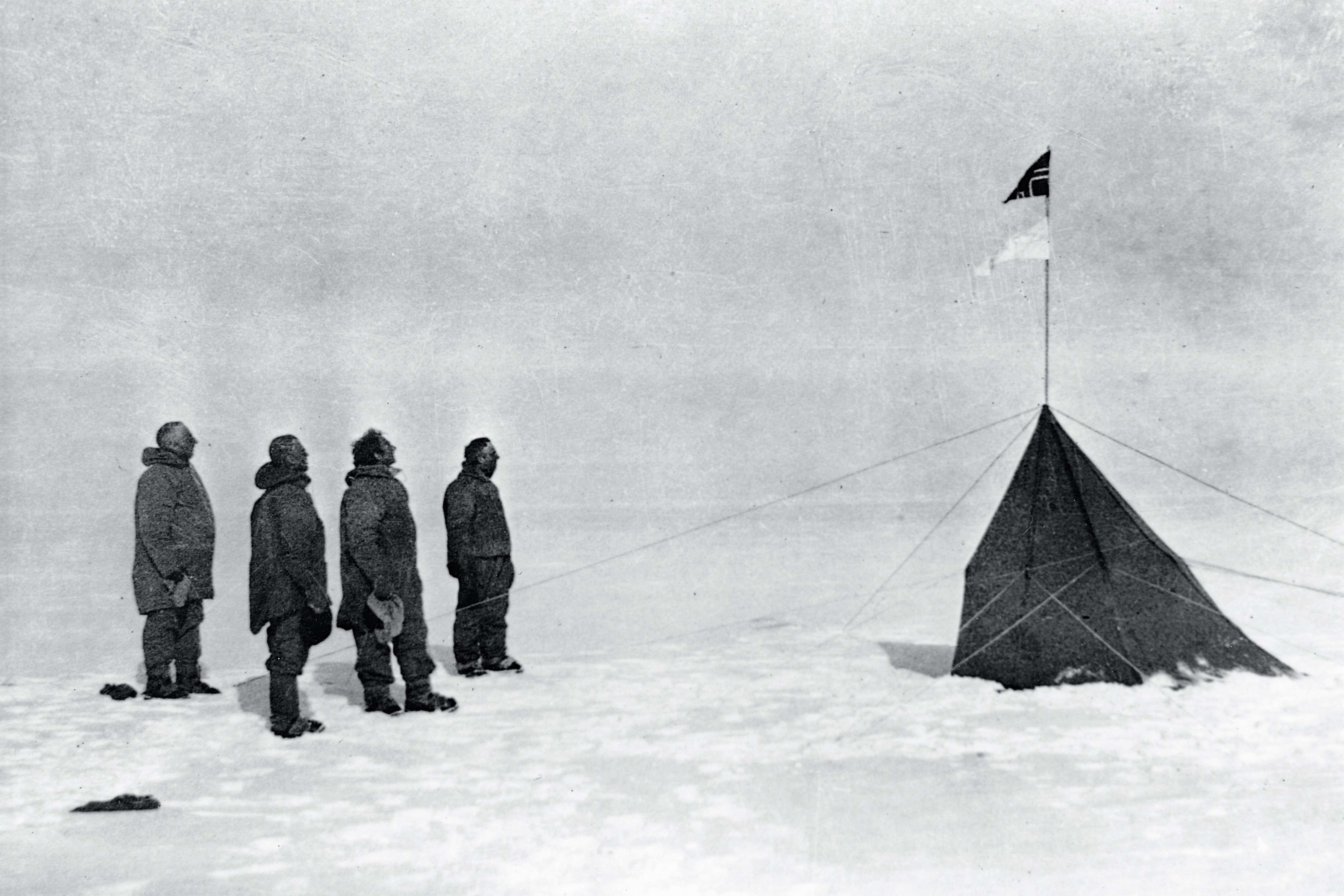
Roald Amundsen, Helmer Hanssen, Sverre Hassel und Oskar Wisting am Südpol (fotografiert von Olav Bjaaland)

In der Folgezeit plante Amundsen eine Expedition zum Nordpol. Sein Interesse erlosch jedoch, nachdem Peary behauptet hatte, den Nordpol erreicht zu haben. Schließlich beschloss Amundsen, den Südpol als Erster zu erreichen. Zur selben Zeit versuchte dies jedoch auch der Brite Robert Falcon Scott und es kam zu einem Wettlauf zwischen den beiden.
Norwegen erlangte erst 1905 seine heutige Unabhängigkeit und war damals außenpolitisch bereits mit dem Vereinigten Königreich freundschaftlich verbunden. So hielt Amundsen seinen Südpol-Plan geheim, da er annahm, dass es politisch ungünstig wäre, wenn mit der Bekanntgabe seines Ziels – den Südpol als Erster zu erreichen – die britischen Regierung  düpiert werden könnte und er deshalb auch Schwierigkeiten mit der norwegischen Regierung bekommen würde. Erst unterwegs teilte Amundsen seiner Mannschaft sein Ziel mit, wobei er ihnen freistellte, ihn weiter zu begleiten; alle folgten ihm jedoch.
Im Januar 1911 erreichte Amundsen die Antarktis, aber erst am 20. Oktober startete seine Expedition zum Südpol nach einem Fehlstart aufgrund zu kalter Witterung. Bereits am 14. Dezember kam er am Südpol an und erreichte damit sein Ziel 35 Tage früher als sein Rivale Scott.

### Zeit nach der Südpolexpedition bis zum Tod

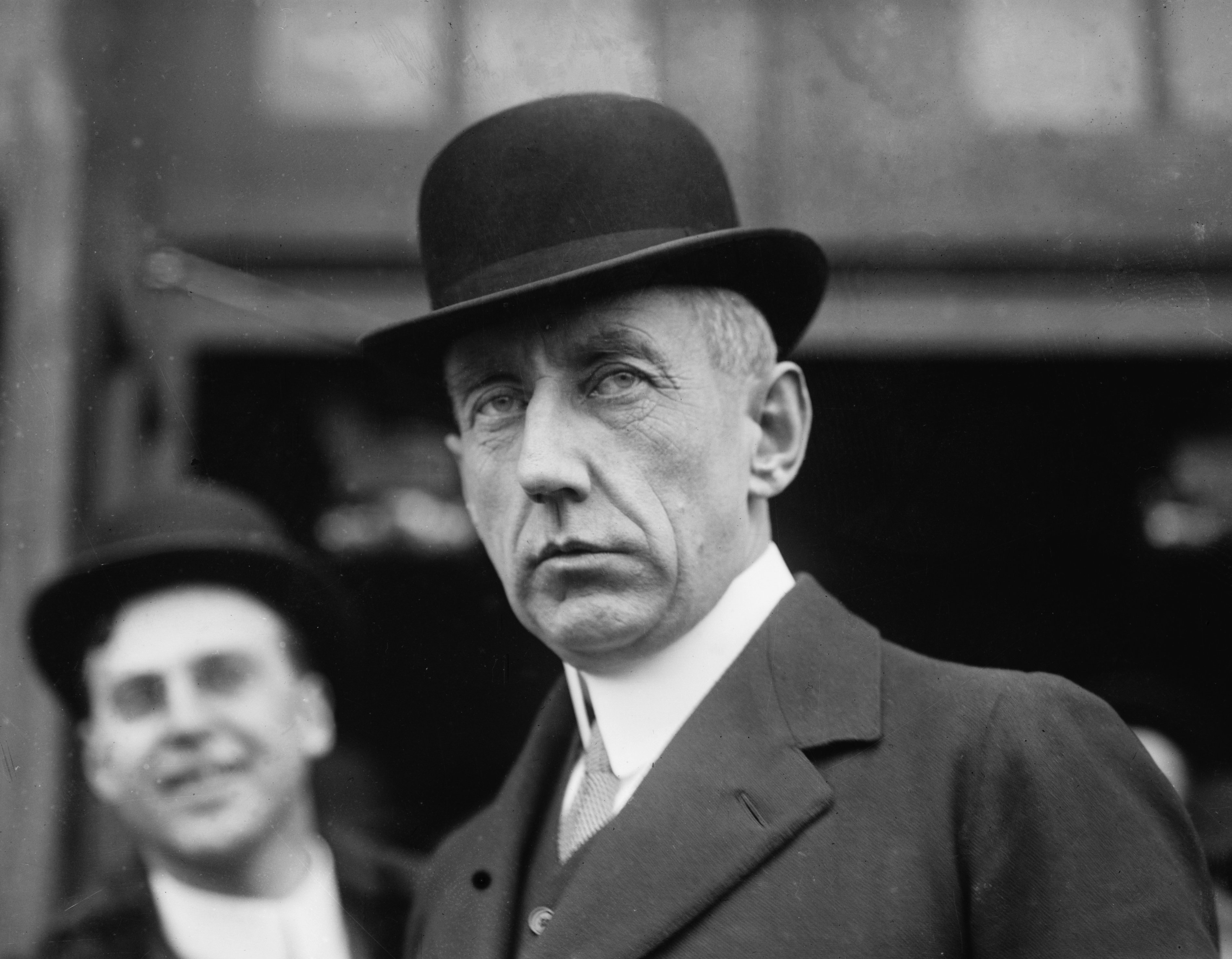
Amundsen (1913)

In den folgenden Jahren war Amundsen ein gefragter Mann; er veröffentlichte seine Reiseberichte und hielt Vorträge. Am 2. Februar 1914 sprach er z. B. im Großen Kaisersaal in Frankfurt (Oder). Hunderte Besucher strömten zu dem Großereignis, der Eintritt betrug 1,05 bis 3,15 Mark. Amundsen sprach einerseits auf Deutsch, andererseits beeindruckte er mit seiner liebenswürdigen Art. Er stellte sich nicht in den Vordergrund, sondern gedachte seiner Mitarbeiter und Helfer „in rührender Weise“. Sein Vortrag war ein voller Erfolg. Noch am selben Tag reiste er nach Warschau weiter.
Während des Ersten Weltkrieges engagierte sich Amundsen auch politisch. Er kritisierte den U-Boot-Krieg des Deutschen Reiches scharf und gab dem deutschen Botschafter in Oslo persönlich eine Ehrung des Deutschen Kaisers zurück. Außerdem investierte er sein Geld in Schiffsbeteiligungen. Dabei zeigte er eine geschickte Hand und hatte nach zwei Jahren die für damalige Verhältnisse beträchtliche Summe von einer Million Kronen erwirtschaftet.
Zwischen 1918 und 1920 versuchte Amundsen, sich mit einem Schiff durch die Arktis treiben zu lassen. Wegen gesundheitlicher Probleme schlug die Expedition jedoch fehl, dafür wurde die Nordostpassage durchquert. In den folgenden Jahren erforschte Amundsen Teile Nordkanadas und beschäftigte sich intensiv mit der Luftfahrt, die er als die „Zukunft des Reisens und Erforschens“ ansah.
1925 startete Amundsen gemeinsam mit dem US-Amerikaner Lincoln Ellsworth seine erste Flugexpedition in die Arktis. In den folgenden Jahren entdeckte Amundsen das Flugzeug als ein Instrument zur Polarforschung. Mit dem Italiener Umberto Nobile und Ellsworth wagte Amundsen 1926 die Überquerung der Arktis im Luftschiff Norge.
Am 18. Juni 1928 brach er als Leiter einer Rettungsexpedition für Umberto Nobile auf, dessen Luftschiff in der Arktis abgestürzt war, und kam dabei ums Leben. Weder das Wrack von Amundsens Flugzeug noch sein Leichnam wurden gefunden. Lediglich einige Teile, die von seinem Flugzeug stammen könnten, wurden gefunden.

## Expeditionen

### Belgica-Expedition
1895 lernte Amundsen in Brüssel den Belgier Adrien de Gerlache de Gomery kennen. Dieser plante bereits seit längerem eine Expedition zur Antarktis und schlug dem jungen Amundsen vor, als Zweiter Offizier an der Expedition mit dem Schiff Belgica teilzunehmen. Amundsen, der im selben Jahr sein Steuermannspatent erworben hatte, willigte ein. Es war Amundsens erste Polarexpedition.

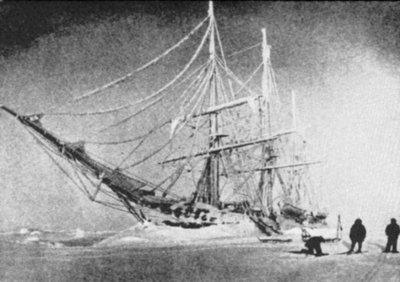
Die Belgica während Amundsens erster Polarexpedition

Die Expedition stand jedoch von Beginn an unter keinem guten Stern, denn de Gerlache erwies sich als übereifrig und inkompetent. Auch wurde die Mannschaft erst kurz vor der Abreise zusammengestellt. Amundsen stritt sich während der Fahrt oft mit de Gerlache über dessen mangelhafte Kompetenz. Bereits auf der Hinfahrt ertrank ein Matrose.
Im März 1898 wurde die Belgica vom Packeis gefangen. Erst nach einem Jahr und unter großen Kraftanstrengungen gelang es der Expedition, wieder offenes Wasser zu erreichen. Während dieser Zeit herrschte an Bord eine niedergeschlagene Stimmung, gleichzeitig verschlechterte sich der Gesundheitszustand der Besatzung Tag für Tag. Der Schiffsarzt, Frederick Cook, verordnete der Besatzung eine strenge Diät aus Pinguin- und Robbenfleisch, um Mangelerkrankungen wie Skorbut vorzubeugen. Amundsen war zu diesem Zeitpunkt der Einzige, der Erfahrung mit dem Erlegen von Robben hatte. Gemeinsam mit de Gerlache und Cook gelang es ihm auch, die Mannschaft zu motivieren und davon zu überzeugen, die Hoffnung noch nicht aufzugeben. Dies war eine umso schwierigere Aufgabe, nachdem am 5. Juni 1898 ein Mitglied der Besatzung, der Physiker Danco, starb.
Im März 1899 gelang es der Mannschaft in mehr als vier Wochen Arbeit, eine 600 m lange Fahrrinne durch das Eis in das offene Meer zu schlagen und die Belgica zu befreien. Im Juni 1899 erreichte sie sicher den Hafen von Antwerpen.

### Durchfahrung der Nordwestpassage

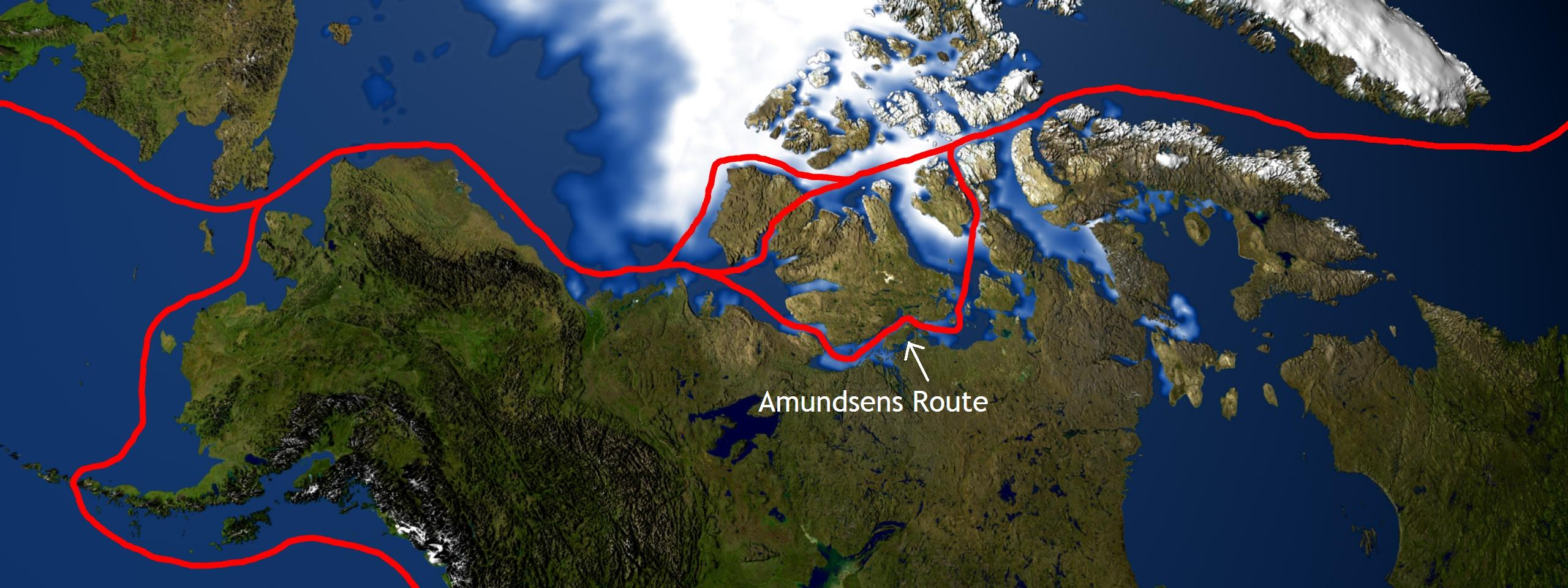
Geografisch mögliche Routen für die Nordwestpassage. Amundsens Reiseweg entspricht am ehesten der südlichsten, nur dass er die King-William-Insel östlich umfuhr.

Nach seiner Rückkehr nach Norwegen leistete Amundsen seinen Wehrdienst ab und erforschte die norwegische Gletscherwelt. Bald reiften auch Pläne, in die kanadische Arktis zu reisen und die noch immer nicht bezwungene Nordwestpassage zu durchqueren. Amundsen wusste, dass finanzielle Förderung leichter zu erhalten war, wenn er der Expedition ein wissenschaftliches Ziel setzte. „Ich wollte den Traum meiner Kindheit von der Nordwestpassage mit dem wissenschaftlich an und für sich viel wichtigeren Ziel verbinden, die gegenwärtige Lage des magnetischen Nordpols festzustellen.“ Da er Teilnehmer der erfolgreichen Belgica-Expedition war, fiel es ihm nicht schwer, Sponsoren zu gewinnen. Vor allem Fridtjof Nansen setzte sich für den jungen Forscher ein und gewährte ihm seine Unterstützung. Amundsen ließ sich an der Deutschen Seewarte in Hamburg in magnetischen Messungen unterweisen und schickte seinen Assistenten Gustav Wiik zur Ausbildung an das Geomagnetische Observatorium in Potsdam.
Auf diese Weise vorbereitet gelang es Amundsen mit seinem aus Holz gebauten Schiff Gjøa und sechs Mann Besatzung, in den Jahren 1903 bis 1906 die Nordwestpassage vom Atlantik zum Pazifik zu durchfahren. Allerdings war die gewählte Route von der Baffin Bay über den Lancastersund und den Peelsund und weiter durch die James-Ross-Straße und die Simpson-Straße für regelmäßige Schifffahrt ungeeignet, da die Meerestiefe stellenweise weniger als einen Meter betrug. Dies schmälert jedoch nicht die nautische und exploratorische Leistung der sechs Norweger und des Dänen Godfred Hansen, die Nordwestpassage erstmals von Osten nach Westen bezwungen zu haben, an der sich während mehr als vier Jahrhunderten viele Expeditionsteams versucht hatten. Amundsens Expeditionsteam fand bei seiner Reise Skelettreste und Geräte der verschollenen Expedition von John Franklin.
Die Expeditionsmitglieder verbrachten zwei Winter (1903 bis 1905) auf der King-William-Insel nahe einer Gegend, an der später die Inuit-Siedlung Gjoa Haven entstehen sollte. Von April bis Mai 1904 unternahm Amundsen in Begleitung von Peder Ristvedt eine siebenwöchige Exkursion mit dem Hundeschlitten, um den magnetischen Nordpol zu finden. Sie vermuteten anschließend, dass sie sowohl an dem von James Clark Ross 1831 identifizierten früheren wie auch dem aktuellen Ort vorbeigekommen wären. Sie stellten fest, dass der Pol gewandert war, konnten seine genaue Position aber nicht bestimmen.
Amundsen erforschte in den eineinhalb Jahren in Gjoa Haven die Lebensgewohnheiten und Überlebenstechniken der hier ansässigen Netsilik-Inuit. Die Inuit brachten ihm dabei beispielsweise den Gebrauch von Hundeschlitten bei, und er übernahm ihre Fellkleidung zum Schutz vor der Kälte. In der Zeit ihres Aufenthalts auf der Insel kam es auch zu engeren Kontakten zwischen den Seeleuten und weiblichen Ureinwohnern, weshalb bei nicht wenigen heutigen Siedlungsbewohnern Verwandtschaftsbeziehungen zu den Norwegern bestehen. Der 1978 in Gjoa Haven gestorbene Luke (Luck) Quadlooq behauptete kurz vor seinem Tod, ein Sohn Amundsens zu sein.
Am 17. August 1905 hatte das Schiff die arktischen Inseln durchquert. Amundsen reiste 800 Kilometer über Land bis zur Siedlung Eagle in Alaska, um seinen Erfolg telegrafisch am 5. Dezember 1905 in die Heimat zu melden. Nach einer weiteren Überwinterung erreichte das Schiff schließlich 1906 Nome in Alaska.

### Südpolexpedition

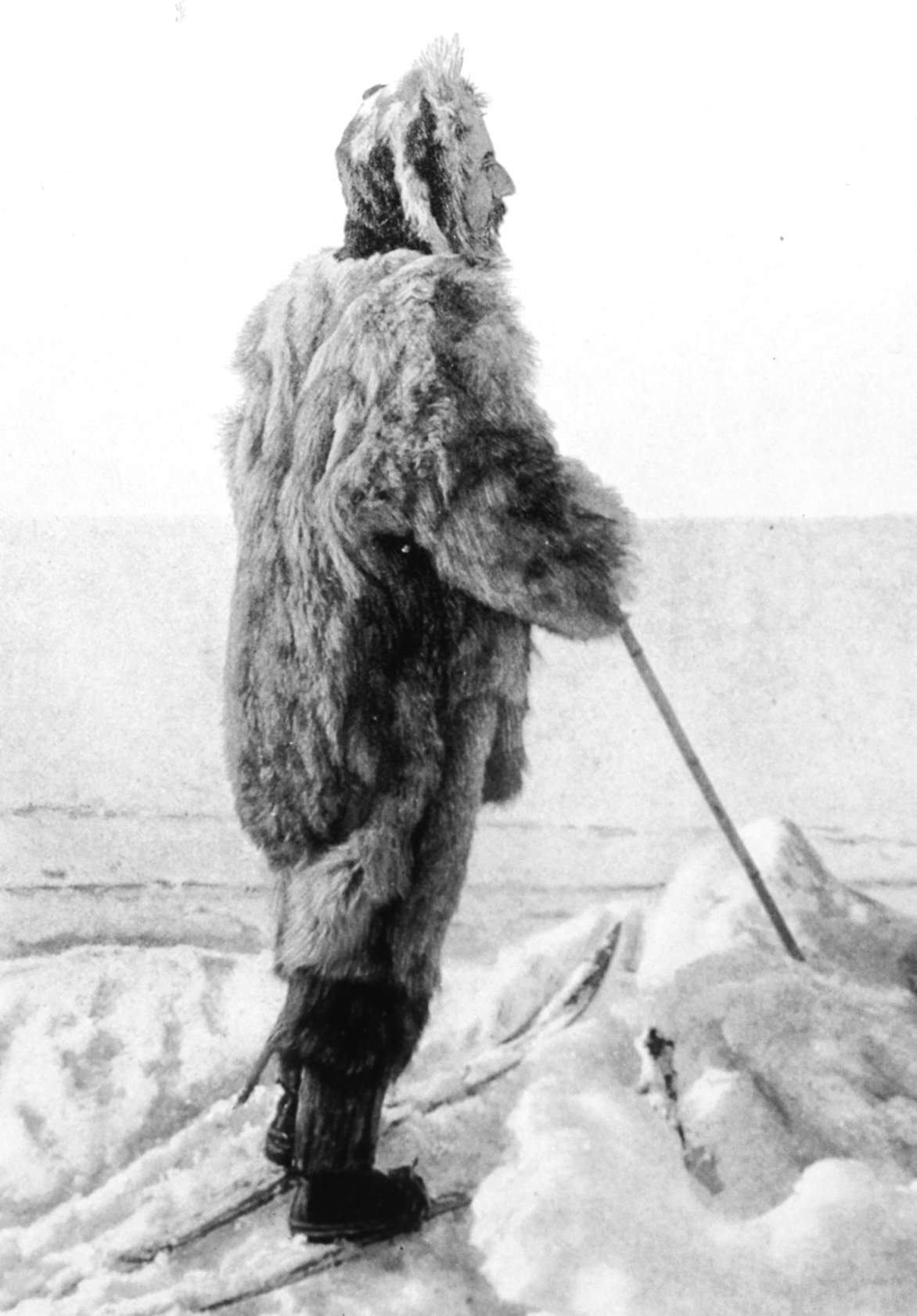
Roald Amundsen auf Skiern während der Vorbereitungen zur Fram-Expedition (1909)

Plan des Winterlagers

Sonnenhöhe in Südpolnähe im Dezember 1911

Nach der erfolgreichen Expedition in der Nordwestpassage begann Amundsen mit seinen Plänen für eine Expedition zum Nordpol, verwarf diese jedoch, nachdem er von den vermeintlichen Erfolgen von Frederick Cook und Robert Peary hörte. Da er aber große Schulden hatte, brauchte er einen Erfolg, den er vorweisen konnte, und fasste kurzerhand den Entschluss, stattdessen zur Antarktis aufzubrechen und zu versuchen, als Erster den Südpol zu erreichen. Am 9. August 1910 stach er mit der Fram in See, dem Schiff des Polarforschers Fridtjof Nansen. An Bord waren 97 grönländische Schlittenhunde, die Bauteile für eine Hütte und Proviant für zwei Jahre. Eigentlich wäre für die Nordpolfahrt keine Hütte gebraucht worden, aber Amundsen behauptete, es wäre eine Beobachtungshütte, die auf dem Packeis aufgestellt werden sollte. Dass sie zur Überwinterung in der Antarktis dienen sollte, gab er erst später bekannt. Von seinen neuen Plänen unterrichtete er nur seinen Bruder Leon, da er zum einen vermeiden wollte, dass Nansen ihm das Schiff wieder verweigern könnte, und wahrscheinlich auch, um seinen Rivalen Robert Falcon Scott nicht zu informieren, der acht Wochen vor ihm mit demselben Ziel aufgebrochen war. Der Schiffscrew teilte er die Routenänderung erst auf See in Höhe von Madeira mit, wobei alle Mitglieder den Plan akzeptierten. Leon Amundsen gab der Presse das Ziel der Reise am 2. Oktober 1910 bekannt.
Am 14. Januar 1911 erreichte das Schiff das Ross-Schelfeis an der Bucht der Wale. Hier baute Amundsen sein Basislager auf, das er Framheim nannte. Die Position lag etwa 111 Kilometer näher am Pol als die von Scott gewählte Station am McMurdo-Sund. Die Auswahl der Bay of Whales war ein großes Wagnis, denn die Station selbst lag nicht auf festem Land, sondern auf der Eiskante. Ernest Shackleton hatte dieses Wagnis bei seiner Nimrod-Expedition gescheut, weil er befürchtete, dass sich die Station von der Eiskante lösen würde. Dass Shackleton dieses Risiko zu Recht in Erwägung zog, beweist der Umstand, dass Amundsens Hütte später nicht mehr gefunden werden konnte. Man nimmt daher an, dass seine Station von der Eiskante abgebrochen und auf die See hinausgetrieben ist.
Im Gegensatz zu Amundsen hatte Scott eine bereits durch Shackleton erforschte Route über den Beardmore-Gletscher in das Antarktische Plateau gewählt. Amundsen musste einen Weg durch das Transantarktische Gebirge suchen. Die Monate nach seiner Ankunft in der Antarktis nutzte Amundsen, um mehrere Lager für die Reise anzulegen, sich an die Bedingungen zu gewöhnen und die Ausrüstung zu verbessern, insbesondere die Hundeschlitten.
Der Aufbruch zum Südpol erfolgte am 20. Oktober 1911 gemeinsam mit Olav Bjaaland, Helmer Hanssen, Sverre Hassel und Oscar Wisting nach einem vorausgegangenen Fehlstart aufgrund zu niedriger Temperaturen. Am 7. Dezember erreichten sie 88° 23′ südliche Breite, den bis dahin gültigen Rekord Shackletons vom 9. Januar 1909. Amundsen war sich der Leistung seines Vorgängers bewusst, dessen Angriff auf den Südpol nur knapp gescheitert war. Den Pol erreichten sie am 14. Dezember 1911. Die Entdeckung wurde jedoch erst am 7. März 1912 bekannt gegeben. Die Gruppe kam dabei den Rivalen aus dem Vereinigten Königreich um 35 Tage zuvor. Amundsen schlug sein Camp am Pol auf und nannte es „Polheim“. Scott fand bei seinem Eintreffen nur noch das Zelt und einen Brief von Amundsen an König Håkon vor. Während Scott auf dem Rückweg gemeinsam mit seinen Begleitern das Leben verlor, war die Expedition von Amundsen aufgrund besserer Planung und der Verwendung der Hundeschlitten geglückt. Amundsen beschrieb seine Reise in dem Buch Die Eroberung des Südpols, 1910–1912.
Amundsen war auf Messungen mit dem Sextanten angewiesen.
Amundsen führte drei Tage lang Messungen zu verschiedenen Uhrzeiten durch, weil sich in hohen Breiten die Entfernung zum Pol am besten über die sogenannte Meridianabweichung nachweisen lässt. Um Mitternacht zeigt die Sonne zum Südpol und die Differenz zwischen Deklination (mittlerer Sonnenhöhe) und Sonnenhöhe entspricht der Entfernung zum Pol. Nicht nur am Pol gilt: Mittag und Mitternacht fallen nicht genau mit Sonnenhöchst- und -tiefststand zusammen, sondern mit der Übereinstimmung der Steigung des Kurvenverlaufs von Deklination und Sonnenhöhe (hier 8″/h; im Frühling und Herbst 60″/h), da ihre Differenz an diesem Punkt ein Maximum erreicht. In Amundsens Buch „Die Eroberung des Südpols“ findet sich ein Anhang, in welchem seine Messergebnisse wissenschaftlich nachgerechnet und bewertet worden sind. Danach spricht einiges dafür, dass Olav Bjaaland und Helmer Hansen den Südpol in einer Entfernung von einigen hundert Metern passiert haben. Amundsen selbst dürfte dem Südpol bis auf eine Entfernung von ein bis zwei Kilometern nahegekommen sein. Um sicherzugehen, dass man den Südpol auch tatsächlich überschritten hatte, ordnete Amundsen an, dass seine Kameraden in der Form eines Kreuzes in drei Richtungen marschieren sollten und die Endpunkte mit Fähnchen markieren sollten. Er wollte sichergehen, dass er jedenfalls das Gebiet um den Südpol vollständig erreicht hatte.
Nachdem Amundsen vom Südpol zurückgekehrt war, wurde er in seiner norwegischen Heimat mit großem Jubel empfangen. Die internationale Presse respektierte zwar Amundsens Leistung, doch wurde sein Erfolg vom Tod seines Rivalen Robert Falcon Scott überschattet. Insbesondere die britische Presse beschuldigte Amundsen, für den Tod Scotts verantwortlich zu sein. Zum Eklat kam es, als beim Bankett der Royal Geographic Society deren Ehrenpräsident Lord Curzon seinen Toast nicht auf den Gast Amundsen ausbrachte, sondern auf dessen Schlittenhunde: “I therefore propose three cheers for the dogs”.

### Durchfahrung der Nordostpassage

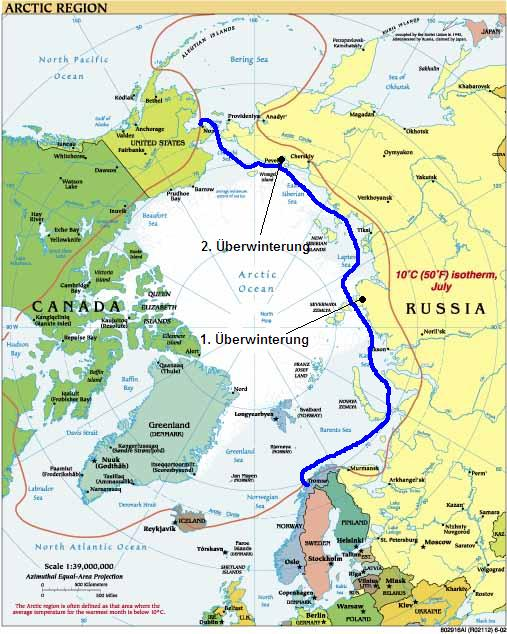
Expedition durch die Nordostpassage

Gleich nach seiner Rückkehr von der Südpolexpedition plante Amundsen eine Expedition, die ihn in die Arktis führen sollte. Anstatt jedoch mit dem Schiff zu reisen, wollte Amundsen diesmal ein Flugzeug benutzen. Damals waren Flugzeuge noch recht neu, doch Amundsen faszinierte die Vorstellung, mit einem solchen Gefährt den Nordpol zu erreichen. So erwarb er am 11. Juni 1914 den ersten in Norwegen vergebenen Flugschein für einen Zivilisten.
Doch bereits zwei Monate später begann der Erste Weltkrieg. Amundsen musste dadurch seine Pläne vorerst begraben. Er beschloss allerdings, eine „klassische“ Expedition per Schiff durch die Arktis zu wagen. Sein Plan sah vor, irgendwo in der östlichen Arktis ins Eis einzudringen und sich über vier bis fünf Jahre durch das Eis treiben zu lassen. Dafür gab er den Bau eines Schiffes in Auftrag, die Maud, die er mit einer Finanzhilfe des norwegischen Parlamentes finanzierte.
Am 16. Juni 1918 lief das Schiff im norwegischen Tromsø aus. Allerdings hatte die Mannschaft gleich zu Beginn mit überraschend starkem Treibeis zu kämpfen. Dies führte dazu, dass sich Amundsen am 18. September dazu entschloss, an der nordsibirischen Küste zu überwintern.
Die Probleme hörten jedoch nicht auf. Amundsen zog sich Ende September einen Trümmerbruch an der linken Schulter zu, nachdem er schwer gestürzt war. Kurz nachdem dieser Bruch auskuriert war, wurde er dann am 8. November von einem Eisbären angefallen und erlitt dabei vier tiefe Rückenverletzungen.
Am 10. Dezember vergiftete Amundsen sich bei wissenschaftlichen Arbeiten mit Kohlenmonoxid. Er selber behauptete, nach einigen Stunden wieder völlig gesund gewesen zu sein. Sein langjähriger Begleiter Oscar Wisting, der auf Amundsens Expeditionen für die medizinische Versorgung der Begleiter zuständig war, sah dies jedoch anders: „Das war eine böse Geschichte, und sein Herz hat sich nie mehr davon erholt.“
An einen planmäßigen Expeditionsverlauf war so nicht mehr zu denken. Erst am 18. Januar 1919 konnte das Schiff wieder aufbrechen. Doch auch in den folgenden Monaten kam es nur langsam voran. Am 23. September desselben Jahres musste Amundsen erneut an der nordsibirischen Küste überwintern. Pläne, per Schlitten den Nordpol zu erreichen, zerschlugen sich. Amundsen fasste bei der zweiten Überwinterung den Entschluss, nunmehr mit dem Schiff nach Alaska zu fahren und sich nicht im Packeis treiben zu lassen. Teile der Besatzung besuchten und erforschten die indigene Bevölkerung der nordsibirischen Küste und gingen auf eigene Reisen. Erst Anfang März 1920 konnte die Maud wieder losfahren. Inzwischen war auch die Motivation bei allen Beteiligten an einem Tiefpunkt angelangt. Am 20. Juli 1920 erreichte das Schiff den Hafen von Nome in Alaska. Nach einem weiteren Winter im Eis verließ Amundsen die Maud im Mai 1921 in Begleitung zweier Tschuktschen-Mädchen, mit denen er über Seattle nach Norwegen gelangte.
Die Maud wurde 1925 an die Hudson’s Bay Company verkauft und unter dem Namen Baymaud als Versorgungsschiff für die Außenposten des Handelsunternehmens in der kanadischen Arktis eingesetzt. 1926 geriet das Schiff in der Cambridge Bay in dauerhaftes Packeis und sank 1930 in Küstennähe. Das aus dem Wasser herausragende Wrack war seither eine Touristenattraktion. Die norwegische Gemeinde Asker, wo die Maud 1917 erbaut worden war, erwarb 1990 die Überreste zu einem symbolischen Preis von einem Dollar. Das Wrack blieb jedoch für weitere mehr als 20 Jahre vor Ort. Erst 2012 erteilten die kanadischen Behörden die Genehmigung zu seiner Überführung nach Norwegen, die 2015 abgeschlossen sein sollte.

### Weitere Expeditionen

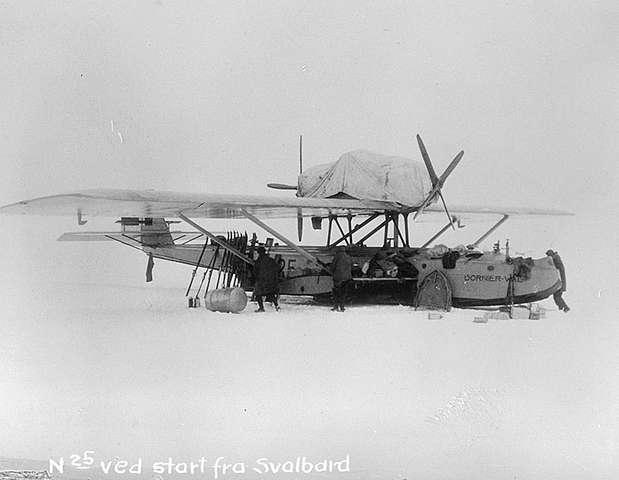
Amundsens Dornier N-25 Do J in Ny-Ålesund (Spitzbergen) vor dem Abflug Richtung Nordpol am 21. Mai 1925

1925 versuchte Amundsen, den Nordpol als Erster mit dem Flugzeug zu erreichen. Gemeinsam mit seinem Sponsor Lincoln Ellsworth, den Piloten Hjalmar Riiser-Larsen und Leif Dietrichson sowie den Mechanikern Oskar Omdal und Karl Feucht startete er in Ny-Ålesund mit zwei Flugbooten des Typs Dornier Wal. Sie landeten am 21. Mai an der Position 87° 43′ 0″ N, 10° 20′ 1″ W  mit rund 255 km Entfernung zum Nordpol, der bis dahin dem Nordpol am nächsten gelegenen mit einem Flugzeug erreichten Position. Es stellte sich als unmöglich heraus, beide Maschinen wieder flott zu machen. Amundsen und seine Crew brauchten mehr als drei Wochen, um eine Startpiste für eines der Flugzeuge zu bauen. Mit etwa 400 Gramm Nahrung pro Tag schafften sie über 600 Tonnen Eis und Schnee zur Seite. Zu sechst bestiegen sie das verbliebene Flugzeug und kehrten heim, wo man sie bereits verschollen geglaubt hatte.
Im folgenden Jahr unternahmen Amundsen und Ellsworth die erste Überquerung der Arktis in dem 106 m langen Luftschiff Norge, gemeinsam mit dessen Erbauer Umberto Nobile. Sie starteten auf Spitzbergen am 11. Mai 1926 und landeten drei Tage später in Alaska. Wahrscheinlich waren sie zugleich die Ersten, die den Nordpol am 12. Mai auf dem Luftweg erreicht hatten, da an dem Erfolg von Richard Byrd drei Tage zuvor begründete Zweifel bestehen.

### Tod
Amundsen starb vermutlich, als sein Flugzeug, ein Flugboot des Typs Latham 47 mit 1000 PS, in der Arktis nahe der Bäreninsel verlorenging. Er war am 18. Juni 1928 von Tromsø aufgebrochen, um Umberto Nobile zu retten, dessen Luftschiff Italia auf das Packeis nordöstlich von Spitzbergen gestürzt war. Dies geschah auf den Tag genau 25 Jahre, nachdem er seine Tätigkeit als Polarforscher auf der Gjøa begonnen hatte. Amundsens Flugzeug, eine französische Leihgabe, ist bis heute nicht gefunden worden. Man fand jedoch einen Benzintank des Flugzeugs, der Bearbeitungsspuren trug und heute im Polarmuseum in Tromsø besichtigt werden kann. Wahrscheinlich hatten Amundsen und seine fünf Gefährten versucht, sich damit zu retten. Zu ihnen gehörte neben der französischen Besatzung des Flugboots der Pilot Leif Dietrichson.
Am 24. August 2009 begann eine großangelegte Suchaktion nach dem Flugzeugwrack und den sterblichen Überresten Amundsens. Die norwegische Marine stellte hierfür zwei Schiffe zur Verfügung, mit denen unter Zuhilfenahme von modernen Sonaranlagen und Tauchrobotern das Flugzeugwrack in der Barentssee geortet werden sollte. 
Die Suche wurde am 5. September 2009 eingestellt, ohne dass das Wrack des Flugzeugs oder andere Spuren Amundsens gefunden worden waren.
In der Zeit nach Amundsens Verschwinden kamen Gerüchte auf, er sei noch am Leben und auf eine weitere Gruppe Überlebender aus Nobiles Luftschiff gestoßen. Belegen sollte dies ein Jahr nach dem Absturz ein in Nord-Spitzbergen entdeckter Lagerplatz. Die Nordwestdeutsche Rundschau schrieb 22 Jahre später von einem Mann, der Amundsen geähnelt und als Jäger bei den Inuit in Alaska gelebt habe. Auf die Frage nach seinem Namen soll der Mann mit „Amundsen“ geantwortet haben.

## Ehrungen

### Amundsen als Namensgeber
Geografie:
- die Amundsen-See im Südpolarmeer
- das Amundsenisen, ein Teil des Polarplateaus im Königin-Maud-Land, Antarktika
- der Amundsen-Gletscher im Transantarktischen Gebirge
- der Amundsen-Golf und die Amundsen-Insel in Kanada
- das Gletscherplateau Amundsenisen und das Kap Amundsenodden auf Spitzbergen
- das Amundsen-Becken, das tiefste Seebecken des Arktischen Ozeans
- die Amundsenhöhe in den Fischbacher Alpen in Österreich
- die Amundsen Ridges, Tiefseerücken im Südlichen Ozean vor der Küste des Marie-Byrd-Lands, Antarktika
- Amundsen Peak, Berg auf Two Hummock Island im Palmer-Archipel, Antarktika

Astronomie und Raumfahrt:
- der Amundsen-Krater am Südpol des Mondes
- der Asteroid (1065) Amundsenia
- eine der beiden Sonden der NASA-Mission Deep Space 2

Sonstiges:
- die Amundsen-Scott-Südpolstation
- das Schiff Roald Amundsen, die einzige Brigg (Schiffstyp mit zwei Masten) unter den deutschen Traditionsseglern
- das Kreuzfahrtschiff Roald Amundsen, gleichzeitig Typschiff für die Klasse

### Museum
Amundsens Geburtshaus außerhalb von Fredrikstad ist heute Gedenkstätte und Museum und wird durch eine gemeinnützige Stiftung verwaltet.

### Mitgliedschaften
1918 wurde er als korrespondierendes Mitglied in die Académie des sciences in Paris aufgenommen.

### Zitierte Literatur
- Roald Amundsen: The South Pole. Vol. I und Vol. II, John Murray, London 1912 (abgerufen im Internet Archive am 11. September 2009).
- Roald Amundsen: Den Südpol erreicht, mit Bildern von Ernst Liebenauer, Wien und Leipzig 1929
- Beau Riffenburgh: Nimrod. (Übersetzt von Sebastian Vogel). Berlin Verlag, Berlin 2006, ISBN 3-8270-0530-2.

### Selbstzeugnisse
- Sydpolen. Den norske sydpolsfærd med Fram 1910–1912. Jacob Dybwads forlag, Kristiania 1912 (deutsch Die Eroberung des Südpols. J. F. Lehmann, München 1912).
  - Neuauflage: Die Eroberung des Südpols. 1910 bis 1912. Edition Erdmann, München 2011, ISBN 978-3-86539-823-9.
- Gjennem luften til 88°nord (Amundsen-Ellsworths polflyvning 1925). Med bidrag av Hj. Riiser-Larsen, Leif Dietrichson, Fredrik Ramm, J. Bjerknes. Gyldendal, Oslo 1925 (deutsch Die Jagd nach dem Nordpol. Mit dem Flugzeug zum 88. Breitengrad. Ullstein, Berlin 1925).
  - Die Jagd nach dem Nordpol. Mit dem Flugzeug zum 88. Breitengrad. Nachdruck des Originals. unikum, Bremen 2011, ISBN 978-3-8457-0039-7.
- mit Lincoln Ellsworth: Den første flukt over polhavet. 1926 (deutsch Der erste Flug über das Polarmeer. Grethlein, Leipzig 1927).
- Mitt liv som polarforsker. 1927 (deutsch Mein Leben als Entdecker. E.P. Tal, Leipzig 1929. Neuausgabe: Hagen 2018, ISBN 978-3-7528-0241-2).
- The North West passage: being the record of a voyage of exploration of the ship „Gjöa“ 1903–1907. Vol I und Vol II. E.P. Dutton & Co, New York 1908 (abgerufen im Internet Archive am 26. Februar 2013).
  - Die Nordwest-Passage. Nachdruck des Originals. Salzwasser-Verlag, Paderborn 2011, ISBN 978-3-86444-326-8.

### Biografien
In chronologischer Reihenfolge:
- Édouard Peisson: Pôles. L’étonnante aventure de Roald Amundsen. Editions Bernard Grasset, Paris 1952; dt. Übersetzung: Gustav Kiepenheuer Verlag, Weimar 1953.
- Edouard Calic: Kapitän Amundsen. Hinstorff, Rostock 1961.
- Ursula Weil und Otto Weil: Roald Amundsen. Brockhaus, Leipzig 1973.
- Hans-Otto Meissner: Mein Leben für die weiße Wildnis. Die Expeditionen des Roald Amundsen. Cotta, Stuttgart 1971; Neuauflage: Klett, Stuttgart 1982, ISBN 3-12-920043-6.
- Heinrich Fischer: Amundsen am Südpol. Bayerischer Rundfunk, München 1989.
- Detlef Brennecke: Roald Amundsen. Rowohlt, Reinbek bei Hamburg 1995, ISBN 3-499-50518-5.
- Roland Huntford: Scott & Amundsen. Heyne, München 2000, ISBN 3-453-17790-8.
- Rainer-K. Langner: Duell im ewigen Eis. Fischer, Frankfurt am Main 2005, ISBN 3-596-14908-8.
- Tor Bomann-Larsen: Amundsen. Bezwinger beider Pole. Mare, Hamburg 2007, ISBN 3-86648-068-7.
- Peter Laufmann: Scott und Amundsen. Der tödliche Wettlauf zum Pol. Frederking & Thaler, München 2011, ISBN 978-3-89405-905-7.
- Christian Jostmann: Das Eis und der Tod: Scott, Amundsen und das Drama am Südpol. C. H. Beck Verlag, München 2011, ISBN 978-3-406-62094-2.
- Cornelia Lüdecke: Amundsen. Ein biografisches Porträt. Herder, Freiburg im Breisgau 2011, ISBN 978-3-451-06224-7.

## Film und Fernsehen
- Frozen Heart, norwegische Dokumentation von 1999 (ServusTV / 6. Januar 2013)
- Legendäre Nordwest Passage in Alaska – Amundsen schafft den Durchbruch von Louise Osmond (Channel 4 / 2005)
- Mythos Amundsen (ZDF History, 2010)
- Der Wettlauf zum Südpol (ZDF, 13. Dezember 2011)
- The Last Place on Earth, siebenteiliges englischsprachiges Biopic (1985 Central Independent Television Limited, auch als DVD)
- Amundsen - Wettlauf zum Südpol (Amundsen) norwegischer Spielfilm von 2019 von Espen Sandberg